# Glug Glug
Glug Glug è un videogioco sparatutto pubblicato nel 1984 per Commodore 64 e ZX Spectrum dalla CRL Group. Si controlla un palombaro che deve raccogliere tesori e combattere la fauna marina. Sebbene piuttosto semplice, venne di solito apprezzato dalla critica nella versione ZX Spectrum, mentre quella per Commodore passò praticamente inosservata. Le riviste britanniche Crash 4 e Personal Computer Games 7 lo ritennero simile al più noto Jetpac.

## Modalità di gioco
La schermata di gioco è un'area bidimensionale di mare visto in sezione, con l'acqua di colore nero e il fondale piatto. Sulla superficie in cima allo schermo appare una barca, disegnata in scala più piccola, e da questa pende il palombaro, collegato da un cavo verticale. Il giocatore può spostare in orizzontale la barca assieme al palombaro e spostare su e giù il palombaro variando la lunghezza del cavo. Se si esce dai due lati dello schermo si riappare al lato opposto. In ogni livello ci sono tre oggetti preziosi adagiati sul fondale e l'obiettivo è raccoglierli e portarli alla barca, uno alla volta.
Ci sono diversi tipi di nemici, in maggiore varietà man mano che si avanza di livello, e tutti causano la perdita di una vita se toccano il palombaro. Ci sono pesci che nuotano prevalentemente in orizzontale, meduse che fluttuano in tutte le direzioni, polipi che nuotano, granchi sul fondale, piragna inseguitori, squali in grado di attaccare con conseguenze letali anche il cavo di collegamento, mine immobili attaccate al fondo con catene. Il palombaro è armato con un fucile subacqueo che può sparare a destra e sinistra con munizioni illimitate e può eliminare tutti i nemici tranne i granchi e le mine.
Almeno nella versione Spectrum, i livelli sono in tutto 32; su Commodore si può selezionare anche la velocità generale del gioco tra sei possibilità.
Il poco testo presente è in inglese, ma per Commodore 64 esiste anche una versione in tedesco; anche la riedizione da edicola pubblicata in Italia dal Gruppo Editoriale Jackson, insolitamente, era quella in tedesco. Per ZX Spectrum esiste invece un'edizione in spagnolo della Investronica, che ha il titolo di copertina Glub.